# Karla Görlitz
Karla Görlitz (* 24. Mai 2001 in Aachen) ist eine deutsche Fußballspielerin auf der Abwehrposition, die für den FC Carl Zeiss Jena spielt.

## Karriere
Görlitz begann 2008 mit dem Fußballspielen beim TuS Magdeburg-Neustadt, wo sie die Nachwuchsmannschaften durchlief. 2016 wurde sie Teil der Juniorinnenmannschaften des Magdeburger FFC und spielte parallel bis 2018 für den TuS Magdeburg-Neustadt in der Landesliga, sowie in der Saison 2018/19 in der Verbandsliga beim SV Fortuna Magdeburg. Für den Magdeburger FFC absolvierte sie insgesamt 26 Spiele in der B-Juniorinnen-Bundesliga, in denen sie sieben Tore erzielte, zugleich war sie Teil des Kaders der ersten Frauenmannschaft in der Regionalliga Nordost. 2015 war sie Teil der U14-Landesauwahl von Sachsen-Anhalt im Länderpokal des DFB, für die sie vier Einsätze absolvierte. 2016/17 gehörte sie die U16-Landesauswahl an und absolvierte acht Einsätze, weitere acht Einsätze absolvierte sie 2017/18 für die U18-Landesauswahl. 2017 wurde sie zudem von Anouschka Bernhard in den Kader der U17-Juniorinnen-Nationauswahl berufen, für die sie am 24. August 2017 beim 2:1-Sieg im Vier-Nationen-Turnier gegen die Schweiz debütierte.
2019 wechselte Görlitz zum FF USV Jena, dessen Mannschaft in die Bundesliga aufgestiegen war. Unter Trainer Christopher Heck war sie in der Saison 2019/20 eine der Stammspielerinnen des Jenaer Teams und kam zu insgesamt 19 Ligaeinsätzen, bei denen sie zwei Tore erzielen konnte. Die Saison endete mit dem direkten Wiederabstieg als letztplatzierter Verein mit nur vier Punkten aus 22 Ligaspielen. Im März 2020 war sie von Kathrin Peter in den Kader der U19-Nationalmannschaft berufen worden. Am 5. März debütierte sie beim Nationen-Turnier gegen Frankreich beim 2:1-Sieg, einen weiteren Einsatz absolvierte sie zwei Tage später beim 2:0-Sieg gegen Norwegen. Görlitz wechselte nach dem Ende der Saison zum Ligakonkurrenten TSG 1899 Hoffenheim, welcher die Saison auf Platz 3 beenden konnte. In der folgenden, von der COVID-19-Pandemie beeinflussten, Saison 2020/21 war Görlitz vorrangig Teil des Kaders der zweiten Mannschaft in der Staffel Süd der 2. Bundesliga, für die sie als Stammspielerin bei 13 Einsätzen insgesamt sechs Tore erzielen konnte. Zwei weitere Einsätze für die zweite Mannschaft absolvierte sie in der Abstiegsrelegation gegen Borussia Mönchengladbach, in der sie mit einem Tor zum Klassenerhalt beitrug. Auch für die erste Mannschaft bestritt sie in der Bundesliga zwei Einsätze.
Zur Saison 2021/22 kehrte Görlitz nach Jena zurück. Dort hatte der FF USV Jena ein Jahr zuvor das Spielrecht an den FC Carl Zeiss Jena abgetreten, der Verein erreichte daraufhin den direkten Wiederaufstieg in die Bundesliga. Die Saison 2021/22 beendete der Verein mit lediglich fünf Punkten aus 22 Spielen als abgeschlagener Letzter, was direkten Wiederabstieg bedeutete; Görlitz kam zu 13 Einsätzen.